# كيكوال ثورلي
كيكوال ثورلي (الاسم العلمي:Quisqualis thorelii) هي نوع نباتي يتبع جنس الكيكوال من الفصيلة القمبريطية. 